# 日野トレーディング
日野トレーディング株式会社（ひのトレーディング）は、東京都八王子市に本社を置く日野自動車株式会社の100%子会社。トラック、バス用部品の販売ならびに損害保険、生命保険代理業務を行う商社である。2012年4月1日に日野通商株式会社と株式会社ニッショーの合併により発足した会社。

## 会社概要
現在の事業内容
- トラック・バス・乗用車用部品および用品の販売
- 内燃機械・その他の動力機械器具および部品の販売
- 生産設備の販売、修理・改造・保全ならびに据付工事の請負
- 産業用機械器具および工具の販売
- 安全保護具および各種ユニフォームの販売
- 潤滑油およびその他の石油製品の販売
- 什器・備品および事務用品の販売
- 日用雑貨品・家庭用品の販売
- 各種損害保険代理業務および生命保険代理業務
- 旅行代理店業務

## 事業所
- 本社 - 東京都八王子市久保山町
- 北陸営業部（HINOMIサイト） - 石川県能美市赤井町
- 羽村商品センター - 東京都羽村市神明台
- 草加商品センター - 埼玉県八潮市南後谷

【東北支店】
- 盛岡営業所 - 岩手県盛岡市東見前
- 仙台営業所 - 宮城県仙台市若林区
- 郡山営業所 - 福島県郡山市図景

【関東支店】
- 新潟営業所 - 新潟県新潟市東区卸新町
- 高崎営業所 - 群馬県高崎市問屋町
- 小山営業所 - 栃木県小山市横倉新田下谷
- 千葉営業所 - 千葉県千葉市花見川区幕張町
- 東京営業所 - 東京都葛飾区白鳥

【中部支店】
- 名古屋営業所 - 愛知県名古屋市南区弥生町
- 石川営業所（HINOMIサイト） - 石川県能美市赤井町

【関西支店】
- 大阪営業所 - 大阪府摂津市鳥飼本町
- 広島営業所 - 広島県広島市安佐北区落合
- 高松営業所 - 香川県高松市勅使町

【九州支店】
- 福岡営業所 -  福岡県糟屋郡新宮町上府
- 熊本営業所 -  熊本県熊本市南区江越

## 沿革

### 日野通商
- 1950年7月 - ちよだ商会として設立。
- 1988年 - 日野自動車工業・日野自動車販売（当時）が主要株主となると同時に、日野通商へ社名変更。
- 2001年 - 本社を八王子市へ移転。

### ニッショー
- 1960年 - 関東掘切バネ販売として設立。
- 1965年 - 堀切産業へ社名変更。
- 1972年 - 日野自動車販売（当時）が資本参加する。
- 1973年 - 日昇産業へ社名変更したと同時に、本社を葛飾区へ移転。
- 1991年 - 日野自動車工業（当時）が出資。
- 2005年 - ニッショーへ社名変更。

### 日野トレーディング
- 2012年4月1日 - 日野通商とニッショーの日野自動車子会社2社が合併し、日野トレーディング設立。本社を旧：日野通商本社に置き、旧：ニッショー本社は東東京支社となる。
- 2014年4月1日 - 日野グループでトランテックス子会社のエッチ・イー・エスを吸収合併[3]。

### HINOMIサイト
- 北陸営業部、石川営業所が位置する社屋の名称（ニックネーム）。日野トレーディングの『HINO』と能美市の『NOMI』をかけ合せた造語。